# Una banda de dos
Una banda de dos (títol original: Big Shots) és una pel·lícula estatunidenca dirigida per Robert Mandel i estrenada l'any 1987. Ha estat doblada al català.

## Argument
Acabant de perdre el seu pare, mort d'una crisi cardíaca, un jove d'11 anys fuig de casa seva i va a un ghetto de Chicago. Hi coneix Scam, un jove artista, que l'ensenya en la recerca del seu propi pare, i els dos s'embarcaran en una aventura que involucrarà a la màfia, a la policia i a un Mercedes robat amb un cadàver a l'interior.

## Repartiment
- Ricky Busker: Obie
- Darius McCrary: Scam
- Robert Joy: Dickie
- Robert Prosky: Keegan
- Jerzy Skolimowski: Doc
- Paul Winfield: Johnnie Red
- Brynn Thayer: Mom
- Bill Hudson: Dad
- Jim Antonio: Oncle Harry
- Andrea Bebel: Alley
- Hutton Cobb
- Joe Seneca
- Beah Richards: Miss Hanks
- Olivia Cole: Mrs. Newton

## Premis i nominacions
- Premi al Festival de cinema de Giffoni
- Ricky Busker i Darius McCrary nomenats al Young Artists Awards

## Crítica
"En un món dominat per pel·lícules estúpides i barates, en tots els sentits, que consideren els nens i adolescents com a públic poc respectable, "Una banda de dos" és una sorpresa molt agradable: és moguda, humorística, interessant, espectacular i amb personatges versemblants i simpàtics"